# ۳۴ (قمری)
۳۴ (قمری)، سی و چهارمین سال در گاهشماری هجری قمری است. اول محرم این سال برابر با بیست و پنجم ژوئیه سال ۶۵۴ میلادی است.

## رویدادها
- گسترش نارضایتی از خلافت عثمان بن عفان و اجتماع مخالفان بر علیه او

## درگذشتگان
- ابوطلحه انصاری ، صحابه رسول خدا

- کعب الاحبار

## وابسته
- وهب بن منبه